# Dendrogale
Dendrogale — рід ссавців родини тупаєвих. Поширений у Південно-Східній Азії та на Борнео.
Рід містить такі види:
- Dendrogale melanura
- Dendrogale murina